# Santranges-sancerre
Le santranges-sancerre est un fromage de chèvre originaire de Santranges dans le Cher, en région Centre-Val de Loire.

## Présentation
Ce fromage de chèvre se présente sous forme d'un palet d'environ 6 cm de diamètre avec une peau fine et jaune.